# Skirsjöskogen
Skirsjöskogen är ett naturreservat i Ydre kommun i Östergötlands län.
Området är naturskyddat sedan 2009 och är 56 hektar stort. Reservatet omfattar östbranter ner mot Skirsjön och några öar i den. Reservatet består av barrblandskogar med inslag av lövträd och på öarna av tallskog.

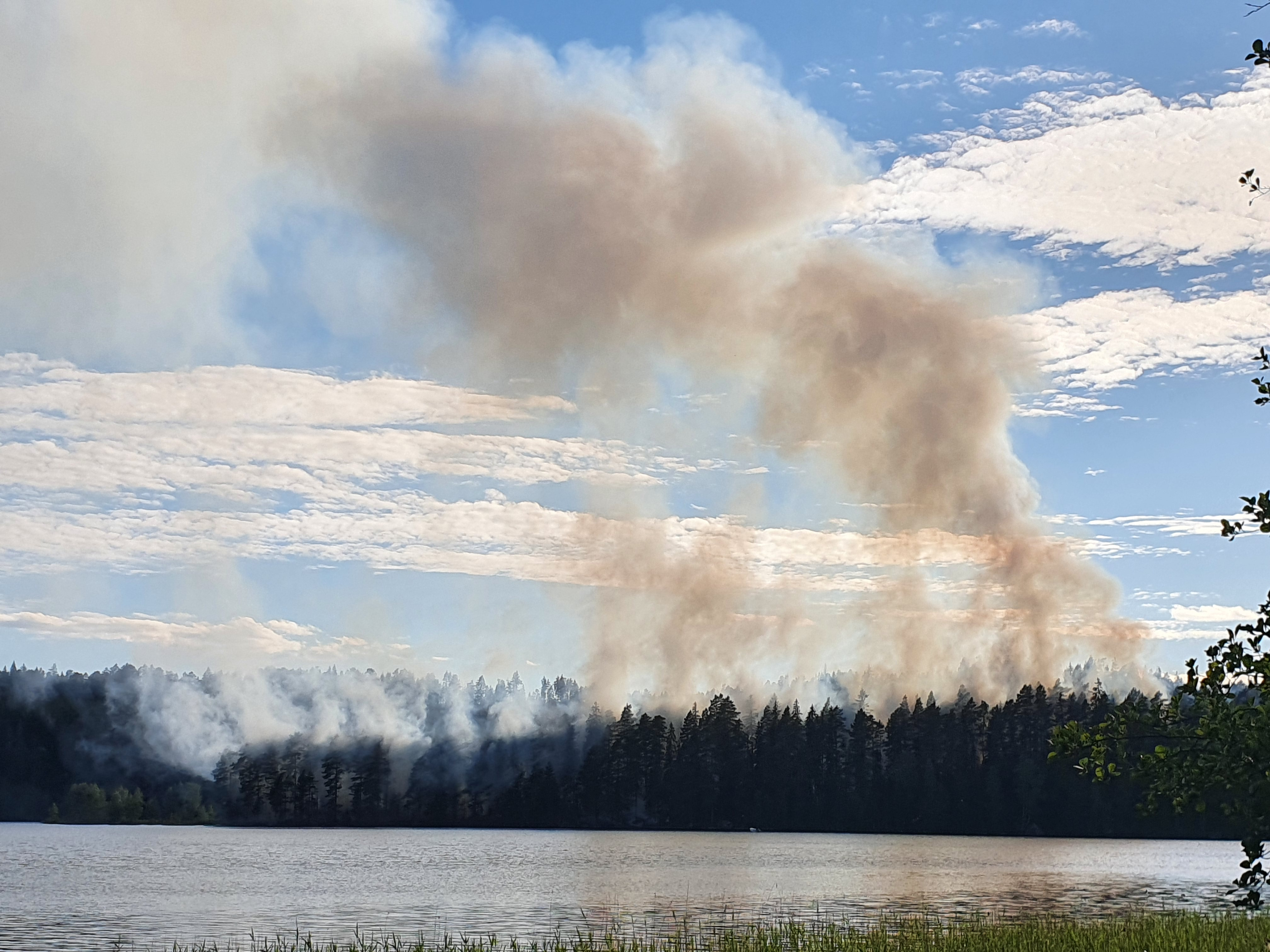

Den 13 juni 2021 genomförde länsstyrelsen en naturvårdsbränning på Lerön i Skirsjöskogens naturreservat.